# حلقي البنتاديين
حلقي البنتاديين (أو 3,1-حلقي البنتاديين) هو مركب عضوي  من مجموعة الألكينات الحلقية،   له الصيغة الكيميائية C5H6، ويكون على شكل سائل عديم اللون.
تتكون بنية المركب من حلقة خماسية حاوية على رابطتين مضاعفتين، وهو بذلك ينتمي إلى مركبات الديينات. يسمّى الأنيون الذي يحصل عليه من المركب باسم أيون حلقي البنتاديينيل، ويرمز له عادة Cp.

## التحضير
يحضر حلقي البنتاديين مخبرياً من التفكك الحراري لمركب ثنائي حلقي البنتاديين، وذلك عادة بوجود حفاز من الحديد وبإجراء عملية تقطير.
أما عملياً فيتم الحصول عليه من ثنائي حلقي البنتاديين من خلال عملية تكسير بالبخار للنافثا.

## الخواص
يوجد المركب على شكل سائل عديم اللون، إلا أنه عند درجة حرارة الغرفة يخضع المركب لتفاعل ديمرة من خلال تفاعل ديلز-ألدر؛ ويمكن الحد من تفاعل الديمرة بتخزين حلقي البنتاديين لدرجات حرارة أدنى من −20 °س. تعود سهولة الديمرة وفق تفاعل ديلز-ألدر إلى غياب الإعاقة الفراغية بالمقارنة مع الديينات الأخرى.
لمركب حلقي البنتاديين بنية مستوية.

أنيون
حلقي البنتاديينيل

يمتلك حلقي البنتاديين خواصاً حمضية غير شائعة بالنسبة للهيدروكربونات (pKa = 16)، ويعود ذلك إلى الثباتية العالية لأيون حلقي البنتاديينيل (يرمز لها اختصاراً عادةً Cp) بسبب الرنين في الصيغ الكيميائية (ميزوميرات). يمكن إجراء عملية نزع بروتون من المركب باستخدام هيدريد الصوديوم أو ن-بوتيل الليثيوم أو بالاستخدام المباشر لفلز قلوي مثل البوتاسيوم:
{\displaystyle \mathrm {C_{5}H_{6}+K\longrightarrow K^{+}C_{5}H_{5}^{-}+{\textstyle {\frac {1}{2}}}H_{2}} }
يستطيع أيون حلقي البنتاديينيل تشكيل معقدات تناسقية مع كاتيونات الفلزات ويشكل مركبات شطيرية، أشهرها معقدات ميتالوسين مع الفلزات الانتقالية.

## الاستخدامات
يستخدم حلقي البنتاديين بشكل رئيسي في الكيمياء العضوية الفلزية كربيطة في المعقدات التناسقية.
بالإضافة إلى استخدامه كمادة بادئة في تحضير مركب دوديكاهيدران؛ وذلك بإجراء ديمرة اختزالية للمركب للحصول على ثنائي هيدرو الفولفالين كخطوة أولى:

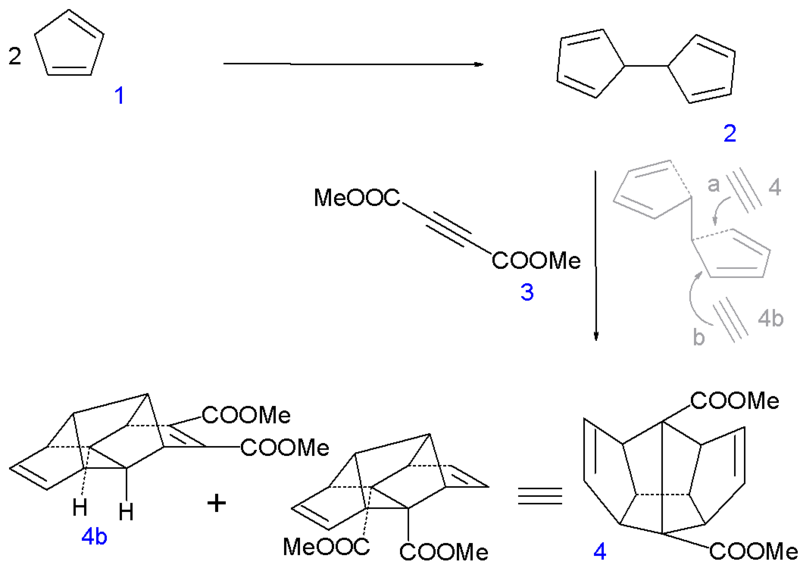
تحضير دوديكاهيدران من حلقي البنتاديين.